# Ostasio III da Polenta
Ostasio III da Polenta (fra il 1407 e l'inizio del 1410 – Candia, prima del maggio 1447) è stato un nobile italiano; fu l'ultimo signore di Ravenna della famiglia Da Polenta.

## Biografia
Il figlio di Obizzo da Polenta ereditò la signoria feudale di Ravenna, ma sotto il controllo di un provveditore della vicina Repubblica di Venezia. Nel 1438 il condottiero Niccolò Piccinino, comandante delle truppe milanesi, invase la signoria, costringendo Ostasio ad allearsi con i Visconti di Milano contro Venezia. Venezia inviò una flotta che conquistò Ravenna senza opposizione, ponendo fine alla signoria dei Da Polenta il 24 febbraio 1441.
Nell'aprile 1441 Ostasio fu esiliato con la moglie e il figlioletto di quattro anni in un monastero benedettino a Candia, nell'isola di Creta (dominio veneziano), dove morì forse nel 1444, comunque prima del maggio 1447, probabilmente assassinato.
La vedova Ginevra ottenne di rientrare a Venezia nel giugno dello stesso anno; nel 1450 fece pellegrinaggio a Roma con la madre Gentile per il Giubileo.

## Discendenza
Ostasio sposò in prime nozze il 4 novembre 1428 Costanza (?-1430) di Lodovico Migliorati marchese di Fermo, da cui non ebbe figli.
Sposò in seconde nozze il 25 novembre 1431 Ginevra (?-dopo il 1450), figlia di Gian Galeazzo Manfredi signore di Faenza, dalla quale ebbe un figlio:
- Girolamo (15 febbraio 1435-c.1444/1447), ultimo esponente della casata.